# Гойда Андрій Юрійович
Андрій Юрійович Го́йда (7 березня 1949, Ужгород — 15 вересня 2007, Ужгород) — український майстер художнього розпису, художник; член Спілки радянських художників України з 1989 року.

## Життєпис
Народився 7 березня 1949 року в місті Ужгороді (нині Україна). Син поета Юрія Гойди. У 1968 році закінчив відділення художнього розпису Ужгородського училища прикладного мистецтва, де навчався у Павла Балли, Едіти Медвецької, Шандора Петкі.
Протягом 1969—1982 років працював оформлювачем у художньо-рекламних майстернях Закарпатської обласної спілки споживчих товариств; у 1983—1990 роках — художнім редактором у видавництві «Радянське Закарпаття»; з 1996 року обіймав посади головного художника газети «Відомості міліції» та заступника головного редактора газети «Карпатський євроміст».
Мешкав в Ужгороді в будинку на вулиці Заньковецької, № 23, квартира № 50. Помер в Ужгороді 15 вересня 2007 року.

## Творчість
Працював у галузях олійного живопису, карикатури, книжкової ілюстрації. Серед робіт:
- «Музиканти» (1982);
- «Винищувач» (1986);
- «Хомут» (1988);
- «Песиголовці» (1995; полотно, олія);
- «Яблуневий потік» (1995; полотно, олія);
- «Весняний вітер» (1995; полотно, олія);
- «Маріонетки» (2000);
- «Театральні мотиви» (2004).

Як карикатурист почав друкуватися у «Молоді Закарпаття», надалі його публікували сатиричний журнал «Перець», журнали «Аврора», «Винахідник та раціоналізатор» та інші видання.
Ілюстрував книги Фелікса Кривіна: Принцеса Граматика», «Мільйон років до кохання», «Я угнав машину часу»,  «Круги на піску» (1983), «Хвіст павича» (1988), «Песиголовці» (1993), «Нерівні» (1999), «Винищувач» (2000).
З 1981 року брав участь в обласних, всеукраїнських художніх виставках. Персональні виставки відбулися у Береговому у 1969 році та Ужгороді у 1979 році. Під егідою ЮНЕСКО роботи митця були презентовані на міжнародних бієнале карикатури і сатиричної скульптури в Болгарії — у Габрові, Югославії — у Скоп'є, Канаді, Австралії (1986), Латвії та Італії.
Роботи зберігаються у музеях Болгарії, Італії.
Після смерті художника видавництвом «Карпати» випущена збірка його карикатур «Біле і чорне», яка містить 185 малюнків.